# Tärningskast

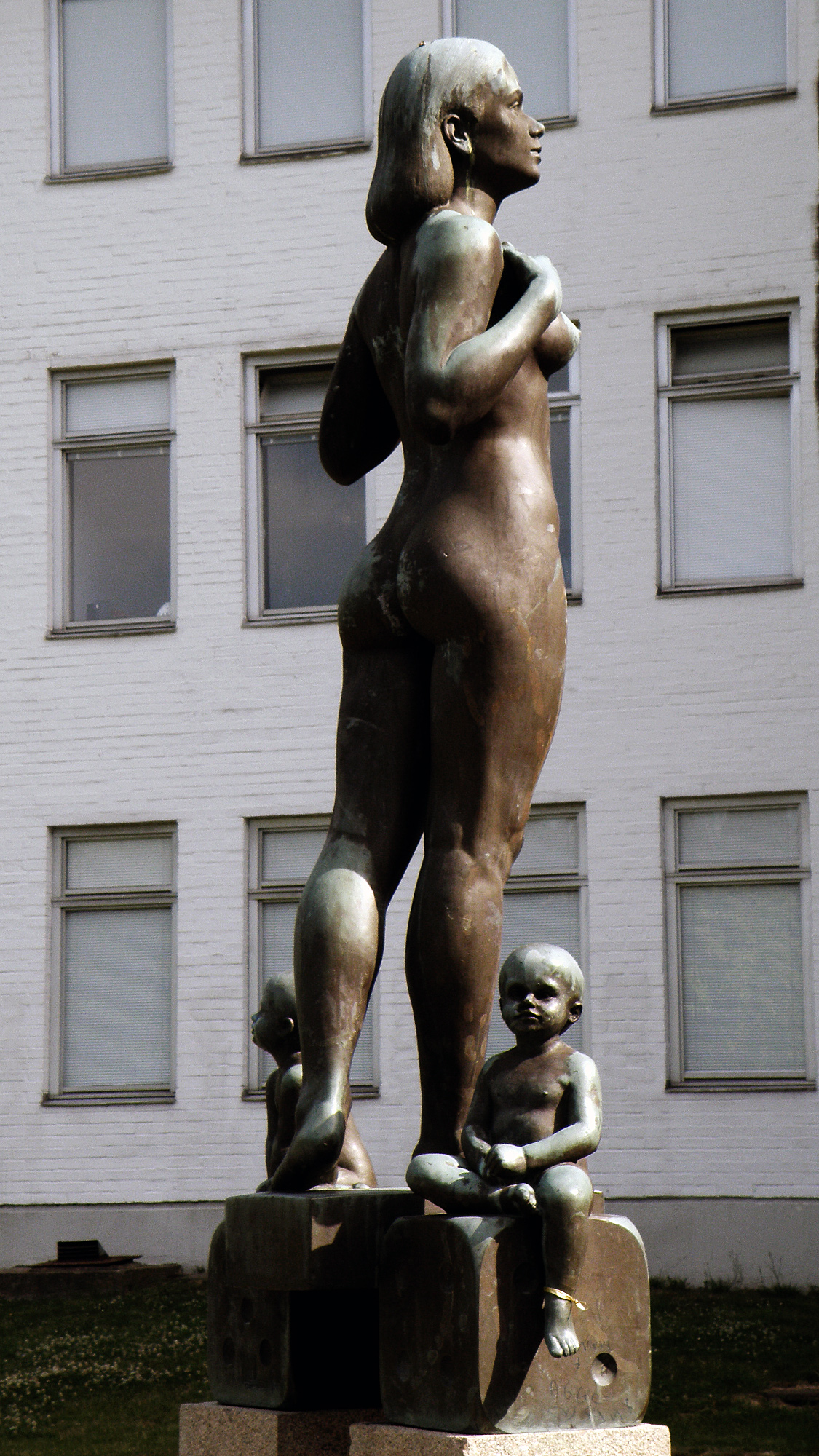
Tärningskast av Bengt Inge Lundkvist.

Tärningskast är en bronsstaty från 1980 av Bengt Inge Lundkvist i Göteborg. Den föreställer en naken kvinna med händerna på bröstet, på väg att ta ett steg. Vid hennes fötter sitter två små barn på varsin tärning. Tillverkningsårtalet är inristat i plattan som kvinnan står på.
Statyn är placerad i parken bakom den byggnad i Kungsladugård som vid den tiden inrymde Hushållsseminariet. Den finns därför med i den inventering som Statens konstråd har gjort över fastighetsägarnas vård och underhåll av beställd konst. Byggnaden övertogs 2003 av Stiftelsen Göteborgs Studentbostäder.